# Werner Forst- und Industrietechnik Scharf
Die Werner Forst- und Industrietechnik Scharf GmbH ist ein Maschinenbauunternehmen mit Sitz im bayerischen Pfeffenhausen. Es hat sich auf die Entwicklung und den Bau von Spezialfahrzeugen, Seilwinden sowie Fahrzeugaufbauten für die Forst-, Kommunal-, Energie- und Bauwirtschaft spezialisiert und unterhält hierfür eine Produktionsstätte in Trier, in der (Stand 2019) rund 60 Mitarbeiter beschäftigt sind.

## Geschichte
1902 wurde das Unternehmen von Schlossermeister Johann Werner gegründet und führte zunächst einfache Schmiedearbeiten aus. Ab 1928 startete die Herstellung von Seilwinden, die nach dem Zweiten Weltkrieg zum Hauptbeschäftigungsfeld wurden. Ab 1958 stattete Werner den Unimog mit Seilwinden aus und entwickelte weitere Anbaugeräte, etwa Polderschwingen, Rückezangen und Kurzholz-Anhänger.
Ab 1971 erfolgte zudem die Umrüstung von Unimogs für den Forsteinsatz, was zur Entwicklung des sogenannten Unimogknicklenkers Uniknick führte – einer Variante, die unter anderem durch den Einbau einer Knicklenkung, eines leistungsstärkeren Motors und eines angepassten Getriebes gekennzeichnet ist. Ab Mitte der 1970er-Jahre verlagerte sich der Schwerpunkt zunehmend auf die Ausstattung und den Umbau des MB-trac für die Forstwirtschaft, wodurch in diesem Segment ein Marktanteil von über 50 % erzielt wurde.
Nach dem Produktionsende des MB-trac 1991 musste eine Lösung gefunden werden, da das Hauptprodukt, der MB-trac mit Werner Forstausrüstung, nun nicht mehr auf MB-trac-Basis gebaut werden konnte. Über das Jahr 1992 behalf man sich mit vorgefertigten MB-trac und ab 1993 brachte Werner den mit Unterstützung von Mercedes-Benz entwickelten und dem MB-trac ähnlichen WF trac auf den Markt. Dieser ist, im Gegensatz zum MB-trac, ein reiner Forstschlepper und wurde im Laufe der Zeit umfassend weiterentwickelt. 2002 kam die zweiten Generation des WF trac auf den Markt. Er wird bis heute produziert. In diesem Zeitraum begann auch die Zusammenarbeit mit dem österreichischen Kranhersteller Palfinger.
2006 übernahm der Unternehmer Harry Thiele die Werner & Co. Maschinenfabrik GmbH, die daraufhin in Werner GmbH Forst und Industrietechnik umbenannt wurde. Vier Jahre später präsentierte das Unternehmen die dritte Generation des WF trac und führte 2010 den Systemschlepper Wario, der auf dem Fendt 700 Vario basiert, ein.
2015 geriet Werner in finanzielle Schwierigkeiten und beantragte ein Insolvenzverfahren. Mithilfe eines Investors konnte der Betrieb jedoch nach wenigen Monaten fortgeführt werden. Ende 2018 stellte das Unternehmen erneut einen Insolvenzantrag und 2019 übernahm die Michael Scharf Bau GmbH aus Pfeffenhausen das Unternehmen, das seither unter dem Namen Werner Forst- & Industrietechnik Scharf GmbH firmiert.

## Produkte

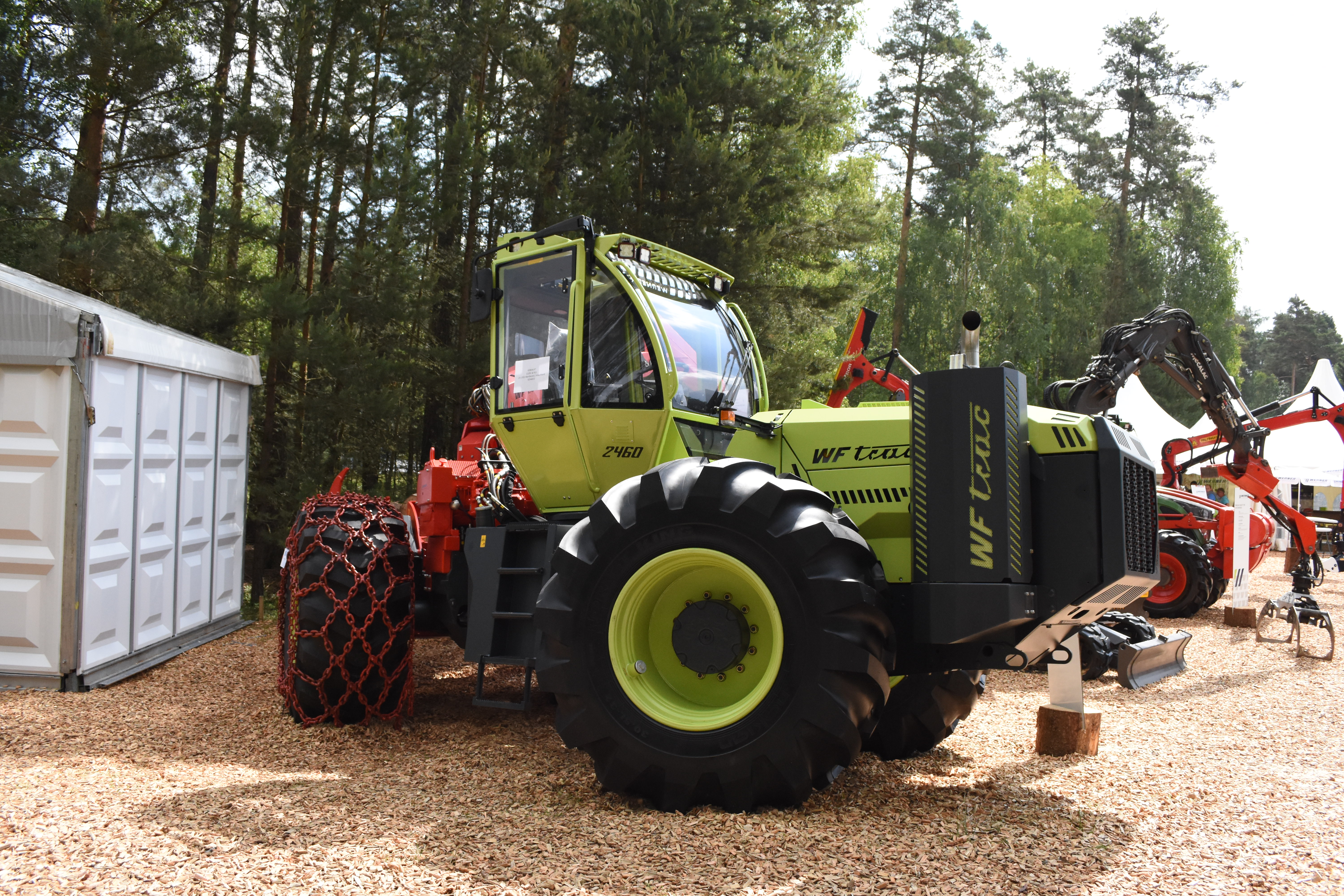
Forstspezialschlepper WF trac 2460

Das Unternehmen produziert den Forstspezialschlepper WF trac in verschiedenen Größen- und Leistungsklassen sowie den Systemschlepper Wario. Der Wario basiert auf dem Fendt 700 Vario und wurde für den Forsteinsatz modifiziert, sodass er unter anderem über eine stufenlos um 225° drehbare Kabine und einen zusätzlichen Anbauraum beziehungsweise Aufbauraum über der Hinterachse verfügt. Dort ist eine Schnellwechselvorrichtung für verschiedene Werner-Geräte angebracht.

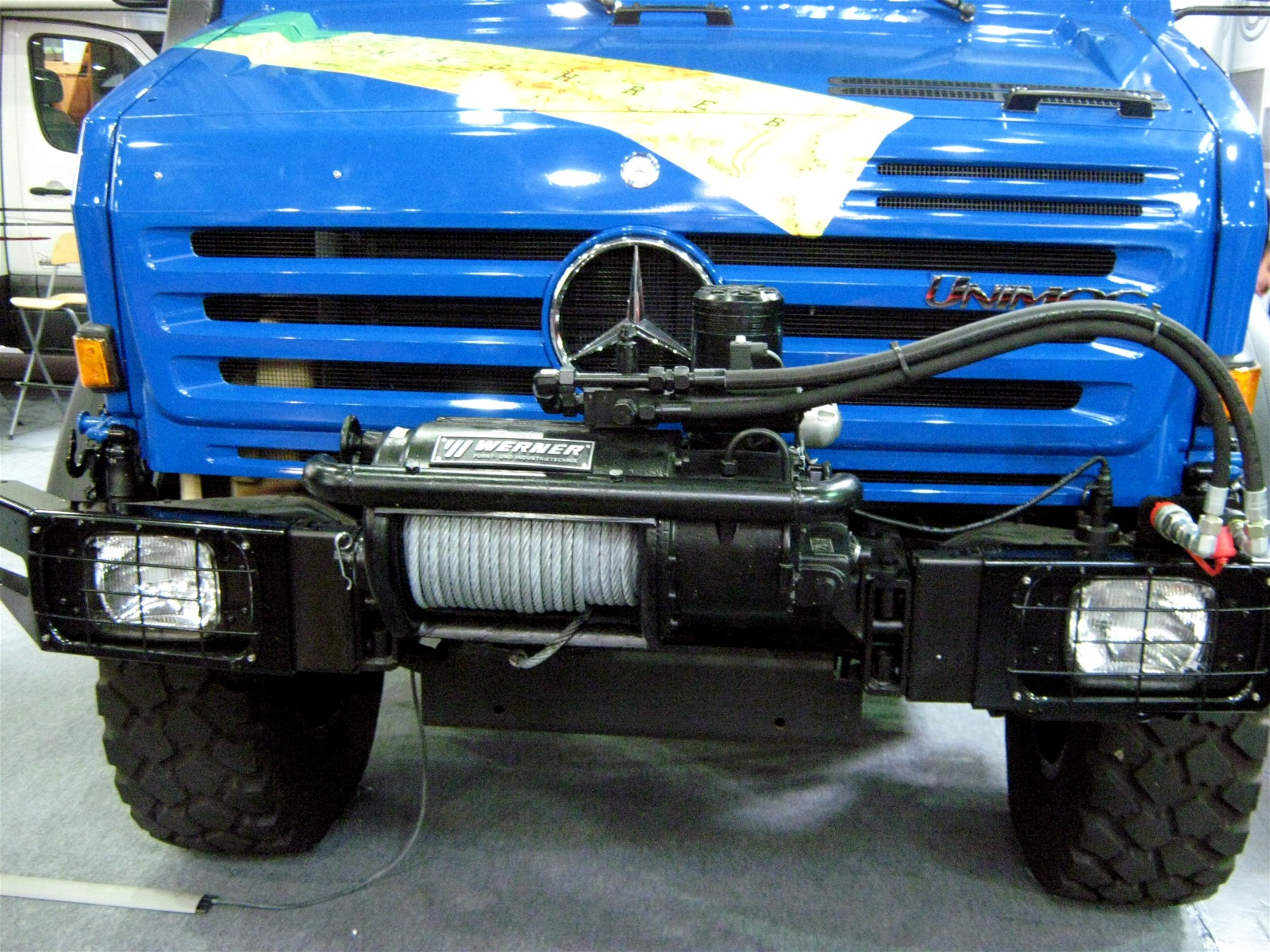
Unimog mit Seilwinde von Werner

Darüber hinaus stellt Werner Seilwinden für verschiedene Einsatzbereiche her. Für den Unimog bietet das Unternehmen diverse An- und Aufbauten an, darunter Kräne (in Zusammenarbeit mit Palfinger), Pritschen, Stützensysteme, Heckbagger, Frontlader und Räumschilde. Außerdem fertigt Werner Überrollbügel für Traktoren.